# Ирково
Ирково — село в Александровском муниципальном районе Владимирской области России. Входит в состав Андреевского сельского поселения.

## География
Село расположено в 4 км к юго-западу от центра поселения села Андреевского.

## История
Дворцовое село Ирково известно с 1608 года по челобитной  Лжедмитрию II от местных жителей на обиды, чинимые «государевыми ратными загонными людьми», постоянные грабежи, поборы и насилие, приведшие к разорению и голоду. Чем кончилось челобитье неизвестно, но в 1692 году в селе значилась «церковь Входа во храм Пресвятые богородицы», которая в 1752 году выстроена заново. Каменный храм начали строить в 1867 году с трапезной с Никольским приделом. Основной холодный Введенский храм освящен в 1880 году Строительством руководил священник села Зиновьева А.В. Цветаев, дедушка поэтессы Марины Цветаевой. Приход состоял из села Иркова, храм был приписной к Покровской церкви села Зиновьева.
В советское время храм закрыт, разрушены трапезная и колокольня, хотя основной объём и прилегающее кладбище с памятником ирковцам, погибшим в русско-турецкой войне 1877-1878 гг. были объявлены памятниками истории и архитектуры.
В XIX и первой четверти XX века село входило в состав Андреевской волости Александровского уезда. В 1905 году в селе числилось 40 дворов.
В годы советской власти, до 1998 года село входило в состав Андреевского сельсовета.

## Население
| 1859 | 1905 | 1926 | 2002 | 2010 | 2021 |
| ---- | ---- | ---- | ---- | ---- | ---- |
| 194  | ↗225 | ↘177 | ↘4   | ↘1   | ↗9   |

## Достопримечательности
В селе располагается церковь Введения во храм Пресвятой Богородицы (1867-1880). Восстановление Введенской церкви началось в 1990-х годах и ведется по сей день. Начато пристройкой колокольни .
4 ноября 2017 года в селе на народные деньги был установлен памятник Ивану Грозному. Автор бюста Александр Аполлонов. 
12 июля 2018 года в Иркове состоялось открытие мемориальной плиты памяти русского крестьянства и погибшим окрестным деревням. 

## Известные уроженцы и жители
- Дубинина Надежда Федоровна (1921—1992) — главный врач отделенческой больницы города Александрова, заслуженный врач Российской Федерации, почетный гражданин города Александрова.
- Недешев Алексей Александрович (1922—1999) —  доктор географических наук, профессор, заслуженный работник культуры РСФСР, почетный гражданин Читинской области.